# 蹴球少女
『蹴球少女』（しゅうきゅうしょうじょ、FOOTBALL GIRL）は、若宮弘明による日本のサッカー漫画。『good!アフタヌーン』（講談社）にて、創刊号から2014年47号まで連載。単行本は、アフタヌーンKC（講談社）より刊行。

## ストーリー
憧れだった栖鳳（せいほう）学園に進学した榊原優希はサッカー部の門を叩くが、そこは藤咲鈴によって占拠されていた。強引に誘われて入部することになった優希は鈴に振り回されながらも、サッカー部として活動することになる。

## 登場人物

### 栖鳳学園

#### サッカー部
サッカーの名門校だったが、鈴が部を乗っ取り、かつての部員たちを追放してしまった。当初は鈴と彩音の2人で取り仕切られ、入学して間もない優希が半ば強制的に入部させられることになる。急遽龍洞高との試合が決まったために、鈴による脅迫まがいの勧誘で他の部の生徒たちが入部することになる。所属メンバーは鈴の意向により女子が多いが、優樹や影山ら男子も含まれているので純粋な女子サッカーではなく男女混同のサッカー部として活動している。
榊原 優希（さかきばら ゆうき）
ポジション:MF（ボランチ）。背番号10。
1年生。子供の頃からの憧れだった栖鳳学園に進学するも鈴がサッカー部が占拠していることに難色を示していたが、鈴との勝負で（半ば強制的に）入部させられてしまう。
中学時代にはジュニアユース代表に選出されており、Jリーグのクラブユースからスカウトされたことがある。テクニックに優れ、抜群の視野の広さを持ち、タイミングを利用してDFをかわすドリブルが持ち味。
男子としてはかなり小柄で童顔。鈴をはじめとする女子たちにはあまり男扱いされておらず、自分に対して下着姿をさらすなど恥ずかしがらない彼女たちに困らされている。鈴の手で「ユキ」という名で女装されることもある。
藤咲 鈴（ふじさき りん）
ポジション:MF（トップ下）。背番号9。
サッカー部の部長。自分のサッカーを求めるためにサッカー部を占拠して以前の部員たちを追い出し、優希たちを強引に入部させていった。
柔軟な体を活かした、ずば抜けたテクニックを持つファンタジスタで、優希の絶妙なパスにいち早く反応する能力の持ち主。
優希の前で堂々と下着姿になったり、色仕掛けも羞恥心なくやってのけるなどして優希を困らせてたりと滅茶苦茶な言動が目立つが、サッカーに対しては誰よりも真摯である。
城之内 彩音（じょうのうち あやね）
ポジション:DF（左サイドバック）。背番号5。
鈴とともに占拠したサッカー部に最初から加わっていた。美人だが、いつも何を考えているか分からない。実家は名家らしく、3人姉妹の次女。
相原 洋子（あいはら ようこ）
ポジション:FW。背番号7。
1年生。女子バスケ部期待のルーキーだったが、鈴たちから勧誘を賭けての勝負に敗北し、バスケ部を退部してサッカー部に入部した。胸囲90cmの巨乳で、なぜか胸でリフティングができてしまう。
九条 七実（くじょう ななみ）
ポジション:FW。背番号11。
生徒会長の姉の反対を受けてまでもサッカー部に入部した。中学時代は市の名門クラブのエースで、鈴と対戦したことがあり、以来サッカーの実力や胸のことで鈴をライバル視している。強力なキック力が武器。鈴からは「ななみん」と呼ばれている。
大山 真子（おおやま まこ）
ポジション:GK。背番号1。
2年生。元空手部。闘争心が人一倍強い空手の達人。アグレッシブなディフェンスを見せる。実家は道場を運営している。
小沢 佳代（おざわ かよ）
ポジション:DF（センターバック）。背番号2。
1年生。元柔道部。柔道で鍛え上げた足腰を武器に体を寄せた守備を得意とする。
速水 麗華（はやみ れいか）
ポジション:MF（右サイドハーフ）。背番号6。
2年生。水泳部にも所属するお嬢様。肺活量を活かした縦横無尽のフリーランニングが光る。
御堂 由紀絵（みどう ゆきえ）
ポジション:MF（左サイドハーフ）。背番号8。
3年生。弓道部かけ持ちしている最年長サッカー部員。
麻倉 ゆかり（あさくら ゆかり）
ポジション:DF（センターバック）。背番号3。
1年生。文芸部にも所属。敵の攻撃の芽をつぶすのに長けた非凡なセンターバック。沢渡飛鳥と幼なじみで、日本代表に史上最年少で選出された過去を持つ。
影山 怜士郎（かげやま れいじろう）
ポジション:DF（右サイドバック）。背番号4。
数少ない男子部員。影山良平の弟で元引きこもり。根暗で存在感がなく、いつも隅でノートパソコンをいじっている。サッカーの実力は兄以上だったが、影が薄いため注目されることはなかった。

#### その他の関係者
九条 一姫（くじょう いちひめ）
七実の姉で、栖鳳学園生徒会長。鈴とは犬猿の仲。鈴が取り仕切るサッカー部を認めておらず、七実がサッカー部に入部するのを反対していたが、優希の説得で渋々ながらも受け入れる。合気道の達人。
影山 良平（かげやま りょうへい）
サッカー部の元部長。サッカー部部室から出てきた優希にサッカー部には入らないよう忠告するが、すでに入部届を書かされた後だったので無駄になった。

### 龍洞高校
内藤 進一（ないとう しんいち）
優希の幼馴染みで、元チームメイト。偶然出会ったユキ（女装した優希）のことが気になっている。
松島 みゆき（まつしま みゆき）
龍洞高サッカー部のマネージャー。優希、進一とは幼なじみ。

## 既刊一覧
| 巻数 | 発売日         | ISBN                   | 初出（『good!フタヌーン』） | 表紙キャラ |
| ---- | -------------- | ---------------------- | --------------------------- | ---------- |
| 1    | 2010年 2月 5日 | ISBN 978-4-06-310629-9 | 2009年#01-#03,#05           | 鈴         |
| 2    | 2010年 5月 7日 | ISBN 978-4-06-310659-6 | #2009年#04-07               | 七実       |
| 3    | 2010年11月 5日 | ISBN 978-4-06-310706-7 | 2010年#08-#12               | 彩音       |
| 4    | 2011年 7月 7日 | ISBN 978-4-06-310759-3 | 2010年#13-2011年#16         | 洋子       |
| 5    | 2012年 3月 7日 | ISBN 978-4-06-387809-7 | 2011年#17-2012年#20         | 鈴&優希    |
| 6    | 2012年11月 7日 | ISBN 978-4-06-387847-9 | 2012年#21-#24               | 麗華       |
| 7    | 2013年 6月 7日 | ISBN 978-4-06-387892-9 | 2012年#25-2013年#28,#30     | ゆかり     |
| 8    | 2014年 2月 7日 | ISBN 978-4-06-387952-0 | 2013年#13-2014年#38         | 真子&佳代  |
| 9    | 2014年11月 7日 | ISBN 978-4-06-388005-2 |                             | 由紀絵     |
| 10   | 2014年11月 7日 | ISBN 978-4-06-388006-9 |                             | 鈴&優希    |